# Наровчат
Наровча́т (рос. Наровчат, мокш. Норзяд, тат. Мохши) — село, адміністративний центр Наровчатського району Пензенської області, Росія.

## Географія
Село розташоване за 2 км від річки Мокші (притока Оки). Від Москви по автодорозі — 560 км, від Пензи — 150 км. Найближча залізнична станція — Ковилкіно (лінія Москва — Самара).

## Історія
Населений пункт виник до приходу татар у Надволзьку рівнину, орієнтовно на зламі VIII—IX століть, первісна назва — Нороньшящть. Це була столиця середньовічного мокшанського царства Мурунза (відоме в Європі як Моксель). Тут карбували монети для Хазарії та Булгарії. За переказами Нороньшящть належав (був доменом) мокшанської правительки Нарчатки, яка боролася у боротьбі проти монголо-татарських загарбників.
Завойований військами Батия в 1237 році. Пізніше місто під ім'ям Мохші увійшло до складу Золотої Орди, ставши центром Наровчатовського улусу Золотої Орди. Головна резиденція Узбек-хана, місто стає тимчасовою столицею Золотої Орди. Монетний двір Мохші карбував монети. Саме у цьому місті 1313 року Узбек вручив митрополиту Петру ярлик про свободу православного віросповідання, а також приймав князів і послів Твері, Новгорода, Москви, Рязані, Литви та інших. 1320 року хан офіційно прийняв іслам, у Мохші споруджують першу мечеть.
Регіон Золотої Орди, що включає в себе правобережжя Волги від Саратова до Дубовки Волгоградської області налічував 3 великих ординських міста — Укек, Бельджамен й Мохші.
В 1395 році Мохші зруйнований Тамерланом, але попри це у XIV столітті зберігся як центр карбування срібних та мідних монет.
На початку XVII століття місто відроджується під назвою Наровчатського городища. У 1780 році Наровчат став повітовим (рос. уездным) містом Наровчатського повіту (уезда) Пензенського намісництва, в 1798 році залишено за штатом, в 1803 знову стало повітовим містом.
У 1819 році в Наровчаті було збудовано в'язницю, яка проіснувала до 1959 року. Від 1926 року — втратило статус міста, ставши селом і центром волості Бєднодем'яновського повіту. Від 1928 року Наровчат стає районним центром Наровчатського району Мордовського округу Середньо-Волзької області. Від 1939 року у складі Пензенської області.

## Населення
Населення — 4199 осіб (2010; 4398 у 2002).
Національний склад станом на 2002 рік:
- росіяни — 94 %

## Персоналії
Олександр Іванович Купрін (1870—1938) — російський письменник.